# Myxobolus mexicanus
Myxobolus mexicanus is een microscopische parasiet uit de familie Myxobolidae. Myxobolus mexicanus werd in 1973 beschreven door Yoshino & Noble. 